# مکتب سنت‌گرایی

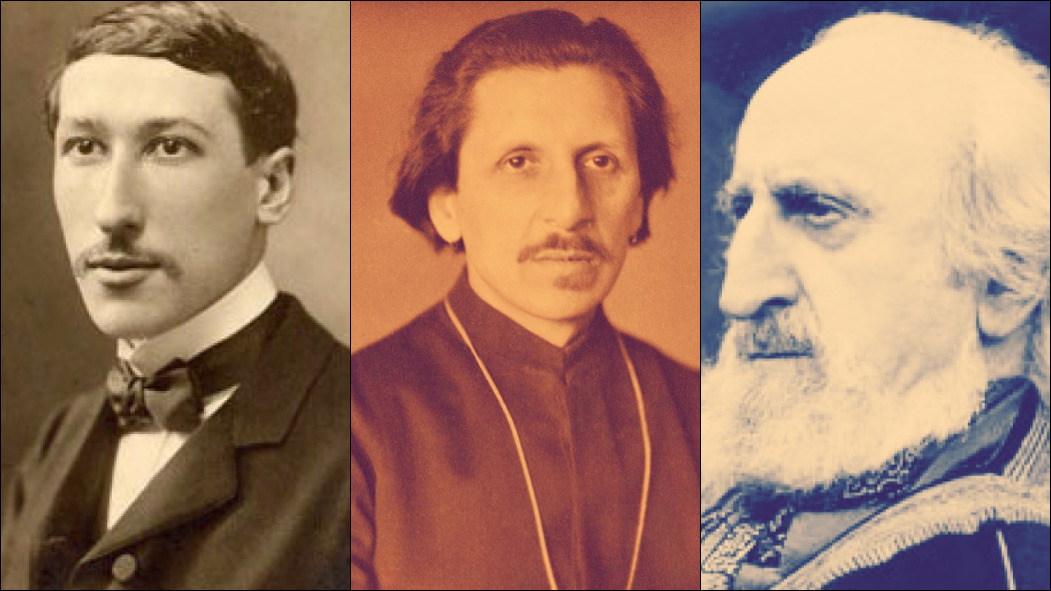
از راست به چپ فریتهوف شوآن و آناندا کوماراسوآمی و رنه گنون

مکتبِ سنّت‌گرایی، رویکردی در فلسفه معاصر است که نسبت به مدرنیته و فلسفه جدید در غرب موضعی به‌شدت انتقادی دارد و خواهان احیای دانش و خرد در معنای قدسی است. باور بنیادین و مرکزی در این مکتب اعتقاد به خرد جاویدان می‌باشد که مبنی بر حضور یک حقیقت فراطبیعی مشترک، جاویدان و جهانی در بطن سنت‌های معتبر دینی می‌باشد و علم تجربی مدرن را که رویکردی سکولار به جهان و انسان دارد نقد می‌کنند. این مکتب بر دین‌شناسی تطبیقی در دوره معاصر بسیار اثرگذار بوده‌است. در جهان اسلام، این مکتب با پیوند با تصوف جای پایی میان مردم یافته‌است. همچنین با آیین‌ها و ادیان شرق دور پیوند دارد.
مهمترین متفکران این مکتب در سده بیستم رنه گنون (عبدالواحد یحیی)، آننده کومرسوامی و فریتهیوف شوئون (عیسی نورالدین احمد) بوده‌اند. همچنین، از دیگر متفکران سرشناس این مکتب تیتوس بورکهارت، مارتین لینگز (ابوبکر سراج‌الدین)، سید حسین نصر هستند.

## متفکران سرشناس
- رنه گنون (عبدالواحد یحیی) (۱۸۸۶–۱۹۵۱)
- آننده کومرسوامی (۱۸۷۷–۱۹۴۷)
- فریتهیوف شوئون (عیسی نورالدین احمد)
- والتر جیمز، بارون ۴ام نورثبورن
- تیتوس بورکهارت (۱۹۰۸–۱۹۸۴)
- مارتین بوبر (زاده ۱۸۷۸– درگذشته ۱۹۶۵)
- مارتین لینگز (ابوبکر سراج‌الدین) (۱۹۰۹–۲۰۰۵)
- سید حسین نصر (تولد:۱۹۳۳م. یا ۱۳۱۲ ش)
- ژان لوئی میکون(Jean-Louis Michon) (1924-2013)
- مارکو پالیس (۱۸۹۵–۱۹۸۹)
- هیوستون اسمیت (۱۹۱۹–۲۰۱۶)
- جین بورللا (Jean Borella) (تولد ۱۹۳۰)
- ژولیوس ایوولا (Julius Evola) (1898-1974)
- ویلیام چیتیک (تولد:۱۹۴۳)
- هری اولدمیدو (Harry Oldmeadow) (تولد: ۱۹۴۷)
- جیمز کاستینگر (James Cutsinger) (تولد:۱۹۵۳)
- ولفگانگ اسمیت (تولد:۱۹۳۰)
- تاگ لیندبوم(۱۹۰۹–۲۰۰۱)
- رضا شاه کاظمی
- الکساندر دوگین